# Penaeus esculentus
Penaeus esculentus is een tienpotigensoort uit de familie van de Penaeidae. De wetenschappelijke naam van de soort is voor het eerst geldig gepubliceerd in 1879 door Haswell.
De soort komt voor in Australië.